# 파쿤도 파라
파쿤도 마누엘 카를로스 파라(스페인어: Facundo Manuel Carlos Parra, 1985년 6월 15일 ~ )는 아르헨티나의 축구 선수이다. 현재는 차카리타 주니어스에서 뛰고 있다.

## 수상 경력
인데펜디엔테
- 코파 수다메리카나 (1): 2010